# Sketch
Sketch — це платний векторний графічний редактор інтерфейсів для Apple's macOS, розроблений Нідерландською компанією Bohemian Coding. Отримав нагороду Apple Design Award 2012 року. Sketch був вперше випущений 7 вересня 2010.

## Ліцензія
8 червня 2016 року Bohemian Coding оголосив у своєму блозі, що вони перейшли на нову систему ліцензування для Sketch. Ліцензії дозволять користувачам отримувати оновлення протягом 1 року. Після цього вони можуть далі продовжувати використовувати останню версію, опубліковану до закінчення терміну дії ліцензії, або продовжити свою ліцензію, щоб продовжувати отримувати оновлення ще на один рік.
Починаючи з версії 59 з'явилася підтримка варіативних шрифтів.

## Основний функціонал
Основні функціональні можливості Sketch для дизайнерів інтерфейсів включають:
- Векторне редагування: Sketch - це векторний редактор, який дозволяє створювати масштабовані дизайни, які можна змінювати у розмірі без втрати якості. Це необхідно для створення інтерфейсів, які потрібно відображати на різних екранах.
- Символи: Символи Sketch дозволяють дизайнерам створювати багаторазово використовувані компоненти, які можна використовувати на декількох макетах. Це полегшує підтримку консистентності дизайну та оновлення кількох екземплярів компонента одночасно.
- Макети: Sketch використовує макети для організації дизайнів на окремі екрани або сторінки. Це полегшує керування великими проектами з кількома екранами або варіаціями.
- Плагіни: Sketch має велику спільноту сторонніх плагінів, які можна використовувати для розширення функціональності програмного забезпечення. Ці плагіни можуть допомогти автоматизувати завдання, що повторюються, створювати анімації або додавати нові елементи дизайну.
- Прототипування: Sketch включає базовий інструмент прототипування, що дозволяє дизайнерам створювати інтерактивні прототипи, зв'язуючи макети між собою та додаючи прості переходи та анімації.

В цілому, Sketch – це потужний інструмент для дизайнерів інтерфейсів, який пропонує низку функціональних можливостей для створення високоякісних цифрових дизайнів ефективно.

## Критика
Sketch критикують за відсутність підтримки інших операційних систем. Частково проблеми вирішуються сторонніми інструментами та інструментами передачі даних .
Деякі користувачі повідомляють про погану організацію переосмислення символу, що складається з довгих списків.

## Аналоги
- Figma
- Adobe XD
- InVision Studio

## Зовнішні ланки
- Офіційний сайт